# Audi Sport GmbH
Audi Sport GmbH, cunoscută anterior drept quattro GmbH, este o divizie de înaltă performanță a Audi, o divizie a grupului Volkswagen.
Fondată în octombrie 1983 ca quattro GmbH, este specializată în principal în producerea de mașini Audi de înaltă performanță și componente, împreună cu personalizări specificate de cumpărător. Fostul nume al companiei a fost un omagiu adus originalului Audi Quattro, inspirat de mașina cu transmisie la patru roți - Audi Quattro. În 2016, compania a fost redenumită Audi Sport GmbH.
Acesta este situat într-un sit de 3.500 de metri pătrați la Neckarsulm, lângă Stuttgart, în statul german Baden-Württemberg. Cu o experiență de peste douăzeci de ani, propriile lor fabrici de dezvoltare și producție  se bazează pe cel mai mare amplasament de 10.700 de metri pătrați (115.170 de metri pătrați) al acum defunctului producător auto german (și pionierul motorului rotativ fără piston Wankel) NSU Motorenwerke AG (NSU), despre ceea ce este cunoscut acum drept „fabrica de aluminiu” a lui Audi sau situl de aluminiu.
Deși „quattro GmbH” în calitate de companie poate fi relativ necunoscut, în comparație cu firma sa mare, Audi, produsele sale principale includ Audi RS4, Audi RS6 și Audi R8. În plus, este o „companie închisă”, prin faptul că nu își vinde automobilele direct publicului prin intermediul unor puncte de vânzare francizate sub numele său propriu; în schimb, acestea sunt vândute sub marca Audi. Cu toate acestea, acum vinde produse și accesorii pentru stilul de viață marca „quattro GmbH” prin intermediul magazinelor francizate Audi și Audi Forum, precum cel situat în Allianz Arena de la marginea nordică a München, Germania.

## Legături externe
- Audi.com official corporate website
- Audi Sport GmbH Arhivat în 31 mai 2017, la Wayback Machine. at Audi.com
- Audi UK S line microsite
- Audi UK S and RS model range